# Boorabbin
Boorabbin is een plaats in West-Australië. Het ligt 521 kilometer ten oostnoordoosten van Perth, 153 kilometer ten oostnoordoosten van Southern Cross en 104 kilometer ten westen van Coolgardie. In 2016 telde Boorabbin 7 inwoners.

## Geschiedenis
Ten tijde van de Europese kolonisatie leefden de Kalamaia Aborigines in de streek.
Charles Cooke Hunt verkende de streek in 1865 en vermeldde Boorabbin als de Aboriginesnaam voor een rotsformatie. Hij groef er een waterput.
In 1895 bereikte de Eastern Goldfields Railway het plaatsje. De spoorweg werd er in 1896 officieel geopend. Er werd dat jaar een nieuwe watertank voor de stoomlocomotieven geïnstalleerd. Twee jaar later, in 1898, werd het plaatsje Boorabbin officieel gesticht en naar de rotsformatie vernoemd. De betekenis van de naam is niet bekend. Na het doortrekken van de spoorweg liep het plaatsje leeg.
In december 2007 verloren tijdens een felle bosbrand nabij Boorabbin drie vrachtwagenbestuurders het leven. In 2010 werd nabij de oude dorpslocatie een herdenkingstuin ter hunner nagedachtenis geopend.

## Bezienswaardigheden
- Het nationaal park Boorabbin ligt in de omgeving.[9]

## Transport
Boorabbin ligt langs de Great Eastern Highway en de Eastern Goldfields Railway. De treinen tussen Perth en Kalgoorlie stoppen niet in het plaatsje.

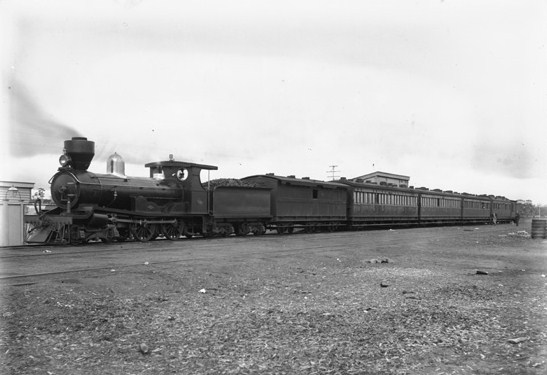
Stoomtrein te Boorabbin rond 1905